# العقيدة المرضية

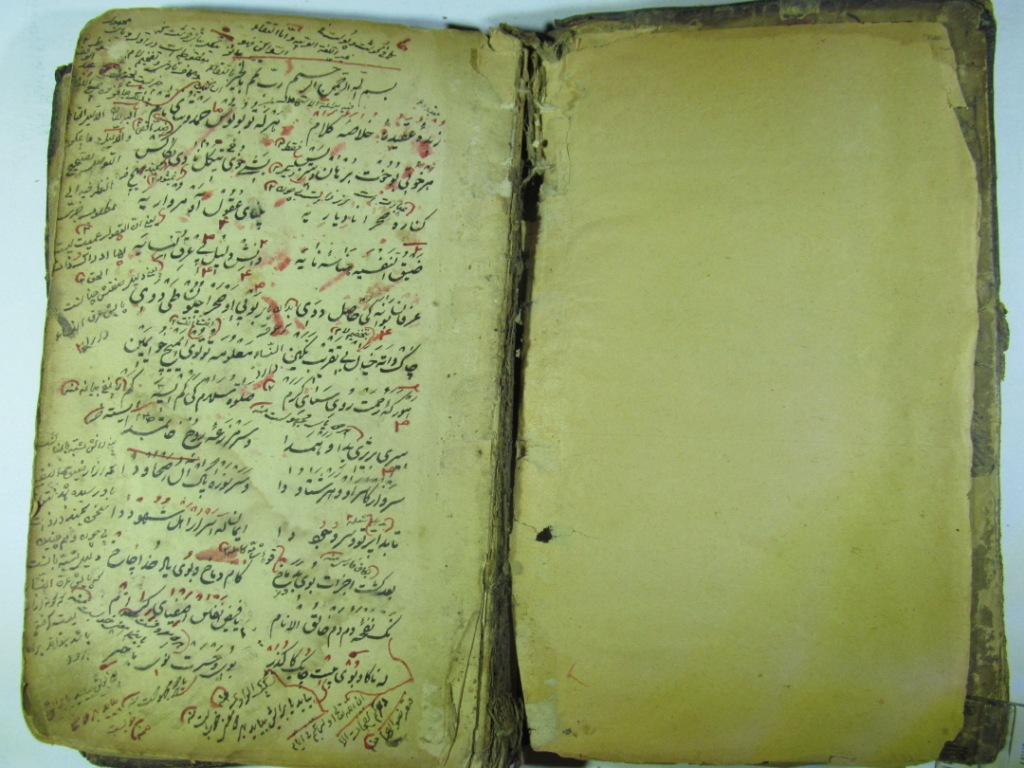
مخطوطة للعقيدة المرضية، ترجع كتابته لعام 1864. مأخوذة من أرشيف مركز ڤژين.

العقيدة المرضية (بالكردية السورانية: عەقیدەی مەرزییە) هي قصيدة باللغة الكردية الوسطية للشاعر الكردي مولوي نُظِمَت عن العقيدة والكلام. تتكون من 2452 أبياتٍ، وطبع في مصر سنة 1352هـ من قِبَل محي الدين صبري النعيمي. وقام الشيخ عبدالكريم المدرس بكتابة شرحٍ لها. كتب الشعر في قالب المثنوية.